# 瀬川正方
瀬川 正方（せがわ まさかた、慶長13年（1608年）–寛文6年（1666年）5月）は、備中国足守藩の家老。足守杉原家初代当主。
足守藩家老瀬川半右衛門好重の次男。通称は半平、後に与三右衛門。養子に瀬川正長。
2代藩主木下利房の小姓であったが、寛永2年（1625年）に新知100石を給わり、後に加増されて200石となる。3代藩主木下利当にも仕え、万治元年（1658年）には知行500石となり、家老並に勤めることとなった。その後役義を免され、鉄砲20挺・足軽20人を預けられる。寛文6年（1666年）5月に59歳で病死。
兄の又兵衛正重も家老となっている。